# 陈知庶
陈知庶（1954年1月—），男，汉族，湖南省湘乡市人，中华人民共和国军事人物，中国人民解放军少将。陈赓大将第三子。

## 生平
曾任中共甘肃省委常委、甘肃省军区司令员，第十二届全国政协委员。
丶與周伯榮同時出任解放軍駐香港部隊首任副司令員丶以及由陳出任驻香港部队司令部副参谋长，現任黃埔軍校同學會副會長。  